# Хепрі

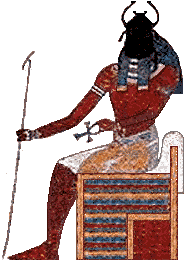
Фреска із зображенням Хепрі

 Хепрі, Хепера — в єгипетській міфології сонячний бог, зображується у вигляді жука-скарабея. Через свою поведінку (гнойові жуки скачують із гною кульки і котять їх до свого житла) скарабеї асоціювалися із силами, які рухають Сонце по небу. Вночі Хепрі не припиняв свою роботу, катаючи Сонце під Землею.
| xpr · r | i | C2 |

| xpr · r | i | C2 |

Через те, що скарабеї відкладають яйця в трупи тварин і в гній, стародавні єгиптяни вірили, що скарабеї з'являються з мертвої плоті, тому Хепрі уособлював переродження, нове життя і воскресіння з мертвих.
Зображався Хепрі в основному у вигляді жука-скарабея, хоча в деяких гробницях і на деяких папірусах можна зустріти зображення Хепрі у вигляді людини з головою жука. Часто на стародавніх малюнках можна побачити Хепрі за роботою — штовханням Сонця по небу.